# Comuna Dernove, Trosteaneț
Dernove (în ucraineană Дернове) este o comună în raionul Trosteaneț, regiunea Sumî, Ucraina, formată din satele Dernove (reședința) și Reabivka.

## Demografie
Componența lingvistică a comunei Dernove
     Rusă (83,33%)
     Ucraineană (16,49%)
Conform recensământului din 2001, majoritatea populației comunei Dernove era vorbitoare de rusă (83,33%), existând în minoritate și vorbitori de ucraineană (16,49%).